# T-odnos
t-odnos najpoznatiji je kod testiranja značajnosti razlike između dvije aritmetičke sredine. Razlomak kod kojega se u brojniku nalazi neka izračunata vrijednost, a u nazivniku pogreška te vrijednosti. Izraz t glasi: t=razlika/pogreška razlike.
t-odnos pokazuje koliko je puta neka razlika veća od svoje pogreške. U starijim se statistikama za velike uzorke upotrebljavala kratica C.R. koja znači critical ratio, odnosno kritički odnos koji pokazuje koliko je puta neka vrijednost veća od svoje vlastite pogreške.